# Laubach (Rot)
Die Laubach ist ein linker Nebenfluss der Rot im Landkreis Biberach im Südosten Baden-Württembergs.

## Geographie

### Verlauf
Die Laubach entspringt etwa 2 km südöstlich von Steinhausen an der Rottum im Forst Weiche. Ihr Weg führt zunächst in einem flachen und bewaldeten Tal in Richtung Nordosten, dabei nimmt sie das Wasser des Weichegrabens und des Weiherreuegrabens auf. An der Anhöhe Weiherkopf ist die Laubach aufgestaut zum Roten Weiher. Dieser elf Hektar große Fischweiher ist der Lebensraum von Graskarpfen, Lachmöwen, Graureihern und Teichrohrsängern. Etwas über einen Kilometer weiter bachabwärts lässt sie, zunächst nur auf einer Seite, das Waldgebiet ihres Ursprungs hinter sich und fließt fortan etwa nordwärts durch offene Flur. Sie unterquert in weithin siedlungsloser Landschaft die B 312 Erlenmoos–Edenbachen. Weiter abwärts fließt sie durch das überwiegend linksseits stehende Dorf Laubach. Ihre Talmulde ist mehr und mehr eingetieft und sie passiert das auf dem linken Hang stehende Dissenhausen. Danach rückt, zunächst rechtsseits, später auch links, wieder Wald an den Talrand heran, auf einem kurzen Abschnitt durchläuft sie sogar einen die beidseitigen Forste verbindenden Waldriegel im Tal. Sie passiert noch den Weiler Huggenlaubach von Schwendi am linken Hang und mündet dann von links in die schon seit längerem wenig im Osten parallel nordwärts fließende Rot. 
Bis Laubach besitzt der Bach eine üppige Ufervegetation. Der restliche Teil führt durch Äcker und Felder und ist an vielen Stellen begradigt.

### Zuflüsse und Seen
- Weichegraben, von links und Südwesten, 1,1 km und 0,5 km²
- Weiherreuegraben, von rechts und Süden, 1,6 km und 0,9 km²
- Durchfließt den Roten Weiher, 11,1 ha
- Hardtgraben, von links und Westen im Roten Weiher, ca. 1,0 km und ca. 0,6 km²
- (Bach aus dem Saugraben), von links und Südwesten, ca. 0,9 km und ca. 0,7 km²
- Drüßegraben (?), von links und Südwesten, ca. 2,3 km und 3,8 km²
- Steinengraben, von links und Südwesten, 1,8 km und 2,4 km²
- Laubachgraben, von rechts und Südosten, 0,3 km und ca. 0,2 km²; Abfluss einer Auenrandquelle
- Teich am rechten Ufer, 0,2 ha; Altwasser